# Larynxtubus

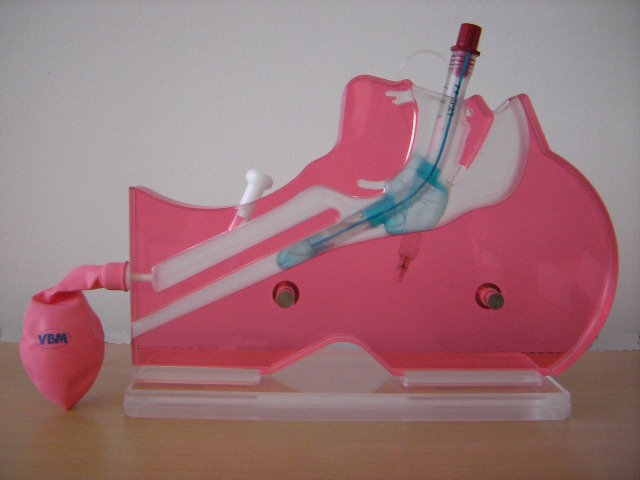
Larynxtubus in Plexiglasmodel

Der Larynxtubus (LT) ist ein Hilfsmittel zur Atemwegssicherung. Er stellt eine Alternative zur endotrachealen Intubation dar und wird vor allem eingesetzt, wenn letztere nicht gelingt, etwa im Rahmen der Reanimation, jedoch auch im Rahmen der schwierigen Atemwegssicherung in der Anästhesie. Aufbau und Funktion ähneln dem Combitubus. Beide werden wie auch die Larynxmaske blind eingeführt, der Larynxtubus kommt aufgrund seiner Bauweise nahezu immer in der Speiseröhre zu liegen. In Bezug auf Handhabung, Effektivität und Sicherheit ist er diesen Alternativen ebenbürtig. Larynxtubus ist ein Markenzeichen von VBM Medizintechnik, Sulz, Deutschland. Er wurde 1999 entwickelt.

## Aufbau
Der Larynxtubus besteht aus einem an beiden Enden geöffneten Schlauch aus flexiblem Kunststoff. Er besitzt ein Lumen, das zwischen zwei Cuffs (Blockmanschetten zum Abdichten) endet. Der obere, distale Cuff umgibt den Tubus etwa in der Mitte und kommt nach dem Einführen im Rachen zu liegen, während der untere (proximale) am Ende angebracht ist und nach dem Einlegen in der Speiseröhre liegt. Zwischen den Cuffs endet das Lumen in Höhe des Kehlkopfes, sodass durch die Abdichtung der Manschetten nach oben und unten die durch das Beatmungsgerät eingebrachte Luft in die Lunge strömen kann.
Seit 2003 ist der Larynxtubus in einer modifizierten Variante (LT-S) mit zusätzlichem Kanal erhältlich, über die sich eine Magensonde legen lässt. Dieser Kanal dient außerdem auch ohne Einlegen einer Magensonde als Ventil gegen eine mögliche Überblähung und Ruptur der Speiseröhre.

## Anwendung
Die Anwendung des Larynxtubus ist einfacher als die Durchführung einer endotrachealen Intubation. Der Larynxtubus wird ohne den Einsatz eines Laryngoskopes blind über den Mund des Patienten eingeführt, der Kopf ist dabei in Neutralstellung oder der Hals leicht überstreckt. Hilfreich ist es, die Cuffs vor Anlage noch einmal aktiv zu entlüften, da aufgrund des Produktionsverfahrens – insbesondere nach längerer Lagerung – etwas Restluft in den Cuffs enthalten sein kann. Es ist darauf zu achten, dass der Mund-Rachenraum frei von Fremdkörpern ist. Zudem sollte die Zunge mittels Esmarch-Handgriff oder via Schienung durch den Zeigefinger in Position gehalten werden, um eine inkorrekte Positionierung des Larynxtubus durch die hinten im Rachen liegende Zunge zu vermeiden. Korrekt eingelegt kommt der Larynxtubus in der Speiseröhre zu liegen. Nach dem Blocken (Füllen der Cuffs) kann mit Hilfe eines Beatmungsbeutels oder -gerätes beatmet werden. Nach den Reanimationsleitlinien des European Resuscitation Council (ERC) von 2010 ist der Larynxtubus für Ungeübte das Mittel der Wahl zur Atemwegssicherung, weil er nicht, wie zum Beispiel die tracheale Intubation, das Risiko einer unerkannten Tubusfehllage (die bei Ungeübten zwischen 2,4 und 17 % betragen kann) birgt.
Bei längerer Anwendung des Larynxtubus kann eine Schwellung der Zunge durch Behinderung des Blutabflusses auftreten. Weitere Nebenwirkungen können – wie auch bei anderen Intubationen – eine Atemwegsverlegung sowie Schädigungen der Schleimhaut des Rachenbereiches sein. Zudem ist selten eine Überblähung des Magens mit möglicher Ruptur der Speiseröhre beschrieben. Auch eine Aspiration von Magensekret in die Lunge kann nicht ausgeschlossen werden. Eine Verbesserung des Ursprungmodells ist der bereits oben angeführte LT-S, der den beiden letztgenannten Risiken vorbeugen soll. Außerdem wurde vor kurzem der sogenannte iLTS-D (Intubations-Larynxtubus) vorgestellt, mit dem nach erfolgreicher Einführung des iLTS-D eine Intubation mit einem Endotrachealtubus (Woodbridge Tubus) über das Lumen des Larynxtubus durchgeführt werden kann.

## Größencodierung
| Größen von Larynxtuben | Größen von Larynxtuben | Größen von Larynxtuben | Größen von Larynxtuben | Größen von Larynxtuben    | Größen von Larynxtuben     | Größen von Larynxtuben | Größen von Larynxtuben   |
| ---------------------- | ---------------------- | ---------------------- | ---------------------- | ------------------------- | -------------------------- | ---------------------- | ------------------------ |
| Größe                  | 0                      | 1                      | 2                      | 2,5                       | 3                          | 4                      | 5                        |
| Farbe                  | transparent            | weiß                   | grün                   | orange                    | gelb                       | rot                    | violett                  |
| Zielgruppe             | Neugeborene < 5 kg     | Babys 5–12 kg          | Kleinkinder 12–25 kg   | größere Kinder 125–150 cm | kleine Erwachsene < 155 cm | Erwachsene 155–180 cm  | große Erwachsene >180 cm |
| Bild                   | transparent            | weiß                   | grün                   | orange                    | gelb                       | rot                    | violett                  |

## Kritik

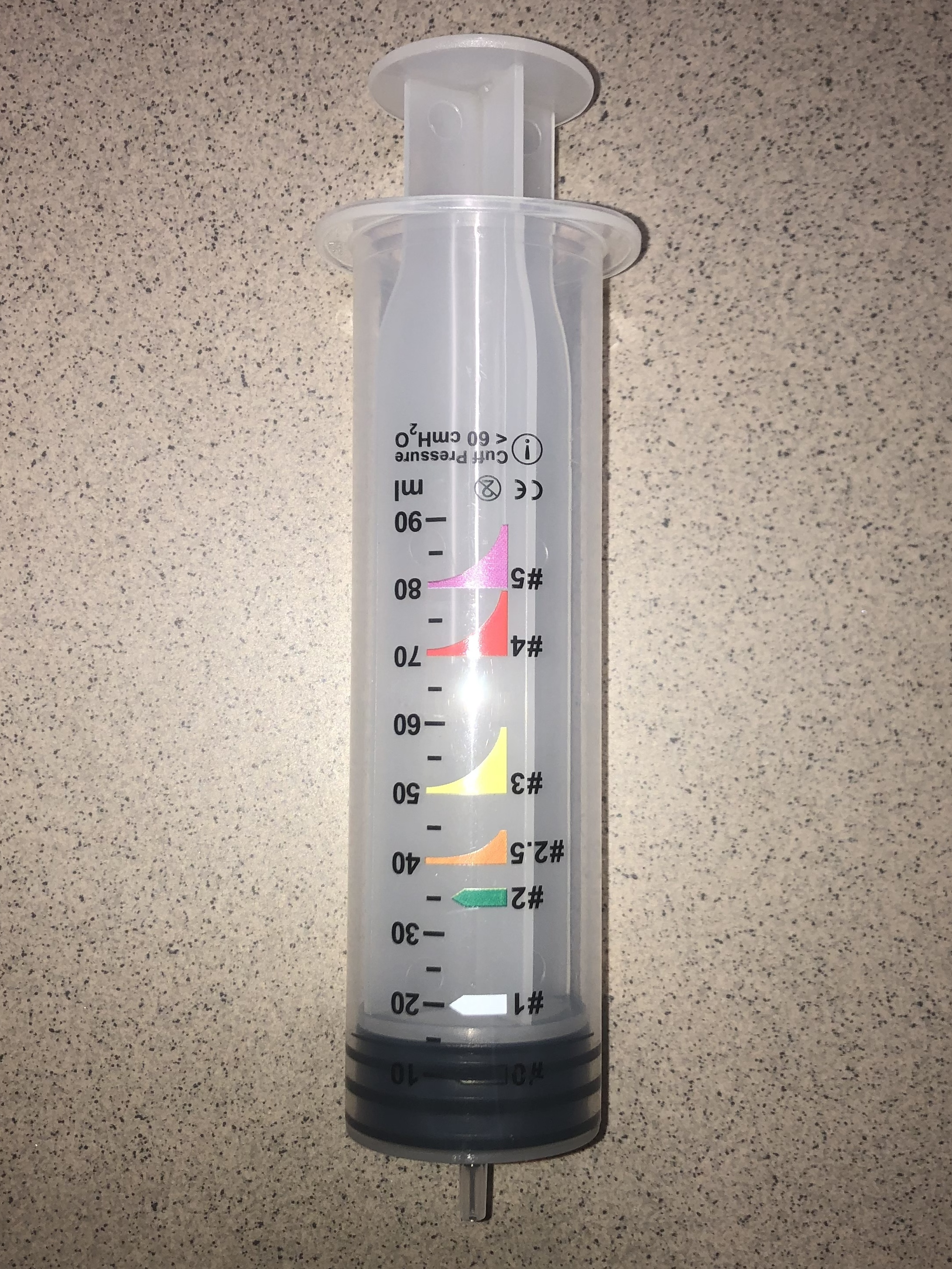
Eine Cuffspritze für den Larynxtubus

Der Larynxtubus wurde in der Vergangenheit kritisiert, da bei unsachgemäßer Benutzung schwere Schäden an den Atemwegen des Patienten auftreten können. Insbesondere das Überblocken, also eine zu starke Aufblähung der Cuffs, ist sehr häufig. Laut Richard Schalk, Fachkrankenpfleger Anästhesie und Intensivmedizin am Universitätsklinikum der Goethe-Universität, ist ein Drittel aller Cuffs nach Verwendung der Standardblockerspritze überblockt. Der Hersteller des Larynxtubus LTS-D, die VBM Medizintechnik GmbH, empfiehlt für die Praxis unter Verwendung eines Cuffdruckmessers einen maximalen Cuffdruck von 60 cmH2O einzustellen.
Bei den ersten Versionen des Larynxtubus gab es keine Möglichkeit, in der Speiseröhre aufsteigende Flüssigkeiten abzusaugen. So konnte es passieren, dass z. B. beim Transport aufgestaute Magensäure am Cuff vorbei in die Luftröhre eindrang. Unter anderem war dies einer der Gründe, weshalb das DRK-Generalsekretariat am 12. November 2018 mit einem Schreiben an die Bundesleitung der Bereitschaften und DRK-Landesärzte darüber informierte, dass zukünftig die Verwendung des Larynxtubus (LT) ebenso wie anderer epiglottischer Atemwegshilfen, z. B. die Larynxmaske, in der Sanitätsausbildung nicht mehr geschult werden soll. Diese Entscheidung wurde am 31. März 2019 durch die Landesdirektorin und dem Landesdirektor der DRK-Bereitschaften in Baden-Württemberg revidiert. Mit der Dienstanweisung I/2019 wurde darüber informiert, dass mit sofortiger Wirkung allen Helferinnen und Helfern die Anwendung des Larynxtubus im Sanitätsdienst „bei eigener subjektiver Einschätzung einer nicht sicher suffizienten Beutel-Masken-Beatmung im Rahmen der Reanimation gestattet“ ist. Voraussetzung dafür sei, dass die bislang schon getroffenen Regelungen zur regelmäßigen Schulung mit dem Larynxtubus eingehalten wurden.